# Sabicea longipetiolata
Sabicea longipetiolata là một loài thực vật có hoa trong họ Thiến thảo. Loài này được De Wild. miêu tả khoa học đầu tiên năm 1903.